# Élément transposable

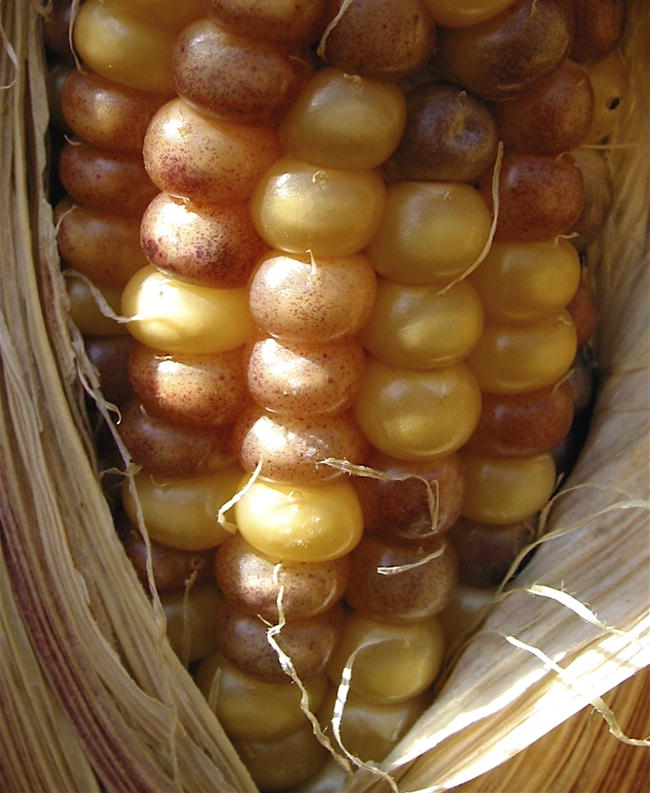
Grains de maïs dont la pigmentation a été modifiée par un élément transposable.

Un élément transposable, appelé aussi transposon ou gène sauteur est une séquence d'ADN capable de se déplacer de manière autonome dans un génome, par un mécanisme appelé transposition. Cette transposition est rendue possible sous l'effet d'une enzyme, la transposase. Cette transposase coupe la chaîne d'ADN, qui est ensuite réparée. Le déplacement qui en résulte peut être simple (sans réplication du transposon) ou réplicative. Mais il ne s'agit pas d'un réplicon et ne peut donc pas se multiplier de manière autonome[réf. nécessaire]. Présents chez tous les organismes vivants, les éléments transposables sont un des constituants les plus importants des génomes eucaryotes. Ces séquences d'ADN mobiles constituent une part de ce qu'on appelle les séquences répétées dispersées et sont considérées comme des moteurs puissants de l'évolution et de la biodiversité.

## Historique
La découverte en a été faite au début des années 1950 par Barbara McClintock, une spécialiste de la cytogénétique du maïs, et lui a valu le prix Nobel de médecine en 1983.

## Structure

Représentation d'un élément transposable

Les éléments transposables les plus simples s'appellent séquences d'insertion (SI). Une SI est un simple gène qui code la transposase (enzyme effectuant la transposition) ; ce gène est encadré par des séquences de nucléotides inversement répétées (« inverse repeats sequences ») qui marquent les extrémités de la SI et qui permettent à la transposase de les reconnaître comme telles. La transposition est spécifique dans le sens où les SI s'intègrent dans un site composé de deux séquences de quelques nucléotides directement répétées (« direct repeats sequences »). Une SI insérée sera toujours encadrée de séquences directement répétées spécifiques à sa transposase.
Les transposons, généralement connus pour leur importance dans le transfert de fonctions, sont des éléments mobiles constitués d'une séquence d'ADN. Celle-ci peut être un ou plusieurs gènes de résistance à un antibiotique, résistance aux métaux lourds, production de toxine, protéines de structure, etc. Cette séquence est encadrée par deux sequences de nucléotides qui déplaceront la séquence qu'elles encadrent. Ces trois éléments forment le transposon et sont indissociables, la transposase n'excise une séquence de l'ADN qu'à condition de reconnaitre la répétition directe de l'hôte et la répétition inverse de la SI qui la jouxte.

## Part dans les génomes
Relativement peu fréquents dans les petits génomes (bactéries, levures), les éléments transposables y ont toutefois toujours été trouvés en petit nombre (peu de familles différentes et peu de copies par famille). A contrario, les éléments transposables constituent une grande partie de l'ADN répété des grands génomes. À titre d'exemple, 45 % du génome humain est constitué d'éléments transposables (bien qu'inactivés) ou de séquences dérivées d'éléments transposables, 37 % chez la souris, contre environ 15 % chez la mouche Drosophile (Drosophila melanogaster) et plus de 85 % chez le maïs, comme chez la plupart des angiospermes ,,,,. À eux seuls, ils peuvent expliquer d'importantes différences dans les tailles du génome d'organismes proches.

## Types

### Éléments à ARN
Ces éléments à ARN sont dits de classe I. Fonctionnant sur le principe du « copier-coller ». On distingue couramment les éléments dits « à LTR » (pour Long Terminal Repeats), qui sont encadrés par de longues répétitions non inversées, et les éléments « sans LTR », qui n'en possèdent pas. Les éléments de classe I, appelés rétrotransposons (pour les éléments à LTR) ou rétroposons (pour les éléments sans LTR) transposent via un intermédiaire ARN, obtenu par une transcription classique de la séquence de l'élément, et rétrotranscrits avant leur réinsertion. Leur mécanisme de transposition est totalement différent, le cycle des éléments à LTR ressemblant énormément à celui d'un rétrovirus. On a soupçonné d'ailleurs pendant longtemps les éléments à LTR d'être d'anciens virus ayant perdu leur capacité à sortir de la cellule, mais les récentes découvertes tendent à montrer qu'au contraire les rétrovirus sont d'anciens éléments transposables à LTR ayant gagné cette capacité infectieuse[réf. souhaitée].
Les éléments « à LTR » codent la fabrication de différentes protéines dont une transcriptase inverse (participant à la réplication de l'ADN), une intégrase (permettant l'intégration du transposon répliqué à l'ADN du chromosome) et une protéase (impliquée dans la maturation des protéines de l'élément). Les éléments « sans LTR », appelés également LINE (long interspersed nuclear element), codent une protéine unique permettant la séparation, la réplication et l'intégration du transposon. Il existe aussi des SINEs (short interspersed nuclear element), qui ne possèdent pas la capacité à "sauter dans le génome" d'eux-mêmes, et qui utilisent un autre matériel que le leur (par exemple celui des LINEs) pour se multiplier et se déplacer.
Les éléments de classe I sont majoritaires chez de nombreux végétaux (de 10 % chez Arabidopsis thaliana a 95 % du génome de certaines Liliaceae et Triticeae), chez la levure et chez les mammifères.

### Éléments à ADN
Ces éléments à ADN sont dits de classe II. Les éléments de classe II, ou transposons, transposent sur le mode du « couper-coller » (ex : Tn10, Tn5 Mos1, élément P) ou "copier-coller" (ex : IS911, hélitrons (en) et hélentrons), c'est-à-dire que leur transposition est couplée soit à leur excision de leur site d'origine (couper) soit à leur réplication (copier). Certains sont autonomes (Transposons a ADN per se, codant une enzyme, la transposase, permettant son propre transfert après réplication) et d'autres non autonomes, devant utiliser la machinerie des éléments autonomes (MITEs, Miniature Inverted repeat Transposable Elements).
Les éléments à ADN sont nombreux chez les insectes mais se retrouvent dans tous les organismes (20 % du génome du blé tendre ou du riz sont formés de ces éléments). Ce sont également les seuls éléments transposables connus chez les bactéries ou les archées[réf. souhaitée], où ils sont appelés séquences d'insertion (SI ou IS en anglais).[Information douteuse]

#### Les MITEs
Les éléments transposables à répétitions inversées miniatures (« Miniatures Inverted Repeats Transposable Elements ») sont de courtes séquences (environ 400 paires de bases) bordées par des séquences inversées répétées. Elles sont incapables de produire une machinerie de transposition fonctionnelle, et transposent par l'intermédiaire des transposases issues d'une famille autonome d'éléments de classe II.

## Évolution des éléments transposables
Malgré l'existence d'exemples ponctuels du rôle de séquences dérivées d'éléments transposables dans certaines fonctions génétiques, les éléments sont pour la plupart inutiles à la cellule vivante, et parfois même défavorables. Leur mobilité est source de mutations, créatrice de diversité génétique, mais aussi cause de maladies génétiques. Pour ces raisons, la présence des éléments transposables dans les génomes est depuis longtemps controversée : elle peut difficilement être justifiée par leur rôle potentiel dans l'évolution des organismes ; ils sont souvent vus comme des parasites génétiques, dont l'activité ne sert qu'à assurer leur propre persistance au cours des générations.
Mais actuellement la théorie de l'ADN « égoïste » est plutôt en retrait. En effet, plusieurs expériences penchent en faveur d'un rôle prédominant de ces éléments transposables dans l'évolution des espèces, par la création de nouveaux gènes. Ils seraient aussi une source d'amortissement des mutations dues à l'environnement, ces mutations intervenant plus souvent dans les zones non codantes que dans les gènes si ces zones non codantes sont majoritaires.

## Chez l'humain

### Inventaire
Au fil de l'évolution, les éléments transposables ont colonisé environ 45 % du génome humain ,,. À l'exception d'un seul, le rétrotransposon L1, ils sont tous devenus fixes, soit parce qu'ils ne sont plus autonomes (du fait de la perte des gènes nécessaires à leur dissémination), soit parce qu'ils sont devenus inopérants (par contrôle épigénétique). Les transposons non autonomes peuvent cependant redevenir actifs avec l'aide des gènes de dissémination du rétrotransposon L1, ce qui peut provoquer des maladies en fonction de l'endroit où les copies s'insèrent.

### Maladies
Les transposons semblent intervenir dans différentes maladies humaines :
- certaines formes d'hémophilies seraient dues à l'insertion d'un élément transposable au sein du gène codant le facteur VIII dont le déficit de production altère les possibilités de coagulation sanguine ;
- certains transposons ont été incriminés dans la genèse de cancers par leur insertion au niveau d'un gène répresseur ;
- ils semblent aussi impliqués dans certaines myopathies[11].

### Rétrotransposon L1
Le génome humain comporte environ 500 000 copies du rétrotransposon L1, qui occupe ainsi 17 % du génome à lui tout seul. Il ne s'active que rarement durant la vie d'un individu (en temps normal il est réprimé épigénétiquement), mais il le fait durant l'embryogenèse et dans des cellules cancéreuses. C'est aussi un élément-clé pour l'activation de transposons non autonomes.
Les copies de L1 sont principalement présentes dans certaines régions du génome, alors qu'une étude expérimentale montre qu'il s'insère partout sans montrer de préférence. Les mécanismes par lesquels les copies ne sont tolérées qu'à certains endroits du génome et sont éliminées ailleurs, ne sont pas encore connus.